# في كيه 4502 (بيه)
في كيه 4502 (بيه) هو أسم غير رسمي لمشروع دبابات ثقيلة غير ناجحة أنتجته شركة بورش في ألمانيا النازية خلال الحرب العالمية الثانية. 
بدأ تطوير هذه الدبابة في أبريل 1942م. تلقت شركة كروب طلبًا لبناء الأبراج. ومع ذلك، تم تصنيع بدن النموذج الأولي. تم تركيب الأبراج على أول دبابة النمر 2. 
بعد فشل الدبابة في كيه 4501 (بيه) في الفوز بالعقد، بدأ فارديناند بورشيه في البحث عن طرق لتحسين التصميم لإصدار مستقبلي. بناءً على أحدث تصميمات دبابات الحلفاء، كان من الواضح أن زيادة الدروع لدبابة في كيه 4501 (بيه) لن تكون كافية لتظل الدبابة قادرًة على المنافسة. كانت بحاجة إلى زيادة الوزن وزيادة القدرة على المناورة. ما بدأ في البداية كمركبة واحدة ، بعنوان "Typ 180" نمت لتصبح سلسلة من خمس مركبات مختلفة، تتطلب تطوير تصميميين لبدن الدبابة: Hinten برجه في الخلف (كما هو موضح في الصورة في الأعلى) و Vorne وبرجه في المقدمة. وسيتخدمو محرك هجين كهربائي وهيدروليكي، وأربعة محركات مختلفة. أصبح المشروع الإجمالي معروفًا باسم في كيه 4501 (بيه).